# Erik Batte
Erik Batte, né le 10 décembre 1974 à Sagua la Grande, est un athlète cubain, spécialiste du 110 mètres haies. 

## Biographie
Il se classe septième des championnats du monde de 1995 et huitième des Jeux olympiques de 1996 à Atlanta, où il porte son record personnel en demi-finale à 13 s 26.
Il remporte trois titres du 110 m haies aux championnats d'Amérique centrale et des Caraïbes, en 1993, 1995 et 1997, ainsi que deux titres aux championnats ibéro-américains en 1994 et 1998.

### Palmarès
| Date | Compétition                                      | Lieu          | Résultat | Épreuve     | Temps   |
| ---- | ------------------------------------------------ | ------------- | -------- | ----------- | ------- |
| 1993 | Championnats d'Amérique centrale et des Caraïbes | Cali          | 1er      | 110 m haies | 13 s 84 |
| 1994 | Championnats ibéro-américains                    | Mar del Plata | 1er      | 110 m haies | 14 s 31 |
| 1995 | Championnats d'Amérique centrale et des Caraïbes | Guatemala     | 1er      | 110 m haies | 13 s 49 |
| 1995 | Championnats du monde                            | Göteborg      | 7e       | 110 m haies | 13 s 38 |
| 1996 | Jeux olympiques                                  | Atlanta       | 8e       | 110 m haies | 13 s 43 |
| 1997 | Championnats d'Amérique centrale et des Caraïbes | San Juan      | 1er      | 110 m haies | 13 s 70 |
| 1998 | Championnats ibéro-américains                    | Lisbonne      | 1er      | 110 m haies | 13 s 54 |
| 1998 | Jeux d'Amérique centrale et des Caraïbes         | Maracaibo     | 3e       | 110 m haies | 13 s 84 |

### Records
| Épreuve     | Performance | Lieu    | Date            |
| ----------- | ----------- | ------- | --------------- |
| 110 m haies | 13 s 26     | Atlanta | 29 juillet 1996 |